# Eleccions municipals d'Alacant
Les primeres eleccions municipals a Alacant democràtiques es dugueren a terme el 12 d'abril de 1931, si bé el sufragi universal no hi arribaria fins al 19 de novembre de 1933. Amb la interrupció de la democràcia no hi hauria eleccions una altra vegada fins al 1979 i, des d'aleshores i amb una periodicitat de quatre anys, hom han anat duent a terme a Alacant diversos processos electorals municipals per a triar a la corporació local.
Vegeu també: Llista d'alcaldes d'Alacant.

## Partits polítics amb representació municipal
Els partits polítics que hi han aconseguit representació en l'Ajuntament d'Alacant, des de 1979, són els següents:
- PSPV-PSOE: Partit Socialista del País Valencià-PSOE
- PP: Partit Popular
  - AP en 1983 i 1987: Federació de partits d'Aliança Popular
  - PP des de 1991: Partit Popular
- EU: Esquerra Unida
  - PCE en 1979: Partit Comunista d'Espanya
  - PCPV-PCE en 1983: Partit Comunista del País Valencià-Partit Comunista d'Espanya
  - IU-UPV en 1987: Coalición Izquierda Unida-Unitat del Poble Valencià
  - EUPV des de 1991 fins al 2007: Esquerra Unida del País Valencià
    - EU-EV en 1995: Esquerra Unida-Els Verds
    - ENTESA en 2003: Esquerra Unida, Els Verds/Los Verdes, Esquerra Valenciana
- UCD: Unió de Centre Democràtic
- CDS: Centre Democràtic i Social
- SCAL: Partit solidaritat cívica d'Alacant

## Evolució
L'evolució en el repartiment dels regidors per partits polítics des de les eleccions municipals de 1979 és la següent: 
| Històric de regidors a l'ajuntament d'Alacant |             |      |      |      |      |      |      |      |      |      |      |      |      |
| Candidatura                                   | Candidatura | 1979 | 1983 | 1987 | 1991 | 1995 | 1999 | 2003 | 2007 | 2011 | 2015 | 2019 | 2023 |
|                                               | AP / PP     | 0    | 8    | 9    | 12   | 14   | 15   | 14   | 15   | 18   | 8    | 9    | 14   |
|                                               | PSPV-PSOE   | 13   | 19   | 12   | 12   | 10   | 11   | 12   | 14   | 8    | 6    | 9    | 8    |
|                                               | Cs          |      |      |      |      |      |      |      |      |      | 6    | 5    | 0    |
|                                               | GA / UP     |      |      |      |      |      |      |      |      |      | 6*   | 2*   | 1*   |
|                                               | Compromís   |      |      |      |      |      |      |      |      | 0    | 3    | 2    | 2    |
|                                               | Vox         |      |      |      |      |      |      |      |      |      | 0    | 2    | 4    |
|                                               | PCE / EUPV  | 4    | 0    | 2    | 2    | 3    | 1    | 1    | 0    | 2    | *    | *    | *    |
|                                               | UCD         | 10   |      |      |      |      |      |      |      |      |      |      |      |
|                                               | CDS         |      | 0    | 5    | 0    |      |      |      |      |      |      |      |      |
|                                               | SCAL        |      |      |      | 1    | 0    |      |      |      |      |      |      |      |
|                                               | UPiD        |      |      |      |      |      |      |      |      | 1    | 0    |      |      |
| Fonts: Ministeri de l'Interior                |             |      |      |      |      |      |      |      |      |      |      |      |      |

## Resultats detallats

### 1931
| Eleccions municipals, 12 d'abril de 1931 |       |       |        |
| Candidatura                              | Vots  | %     | Escons |
| Republicans                              | 8.620 | 78,26 | 29     |
| Monàrquics                               | 1.925 | 17,48 | 10     |

- Alcalde electe: Llorenç Carbonell i Santacruz (PRRS)
- Nombre d'escons: 39

- Població amb dret: 71.271
- Nombre de meses:
- Cens electoral: 16.394
  - Votants: 11.015 (67,19%)
    - Vots vàlids: 11.015 (100%)
      - Vots a candidatures: 10.545 (95,73%)
      - Vots en blanc: 470 (4,27%)

    - Vots nuls: 0 (0%)

  - Abstenció: 5.379 (32,81%)

### 1979
| Eleccions municipals, 3 d'abril de 1979 |                           |        |       |        |
| Candidatura                             | Candidat                  | Vots   | %     | Escons |
| PSPV-PSOE                               | José Luis Lassaletta Cano | 39.436 | 43,28 | 13     |
| UCD                                     | Luis Berenguer Fuster     | 28.653 | 31,44 | 10     |
| PCE                                     | Salvador Forner Muñoz     | 12.383 | 13,58 | 4      |

- Alcalde electe: José Luis Lassaletta Cano (PSOE)
- Nombre d'escons: 27

- Població amb dret: 235.868
- Nombre de meses:
- Cens electoral: 158.933
  - Votants: 
    - Vots vàlids: 91.126
      - Vots a candidatures:
      - Vots en blanc:

    - Vots nuls:

  - Abstenció:

### 1983
| Eleccions municipals, 8 de maig de 1983 |                           |        |      |        |
| Candidatura                             | Candidat                  | Vots   | %    | Escons |
| PSPV-PSOE                               | José Luis Lassaletta Cano | 70.453 | 61,6 | 19     |
| Partit Popular                          | Adrián Dupuy Fajardo      | 32.193 | 28,1 | 8      |

- Alcalde electe: José Luis Lassaletta Cano (PSOE)
- Nombre d'escons: 27

- Població amb dret: 248.035
- Nombre de meses:
- Cens electoral: 
  - Votants: 114.217 (65,3%)
    - Vots vàlids: 
      - Vots a candidatures:
      - Vots en blanc:

    - Vots nuls:

  - Abstenció:

### 1987
| Eleccions municipals, 10 de juny de 1987 |                                |        |       |        |
| Candidatura                              | Candidat                       | Vots   | %     | Escons |
| PSPV-PSOE                                | José Luis Lassaletta Cano      | 49.396 | 40,78 | 12     |
| Partit Popular                           | María Isabel Díez de la Lastra | 33.511 | 26,67 | 8      |
| CDS                                      | Félix Romero de León           | 20.985 | 17,33 | 5      |
| EU-UPV                                   | María Teresa Molares Mora      | 7.903  | 6,52  | 2      |

- Alcalde electe: José Luis Lassaletta Cano (PSOE)
- Nombre d'escons: 27

- Població amb dret: 258.112
- Nombre de meses: 284
- Cens electoral: 186.047
  - Votants: 123.355 (66,3%)
    - Vots vàlids: 121.120 (98,19%)
      - Vots a candidatures: 119.982 (99,06%)
      - Vots en blanc: 1.138 (0,94%)

    - Vots nuls: 2.235 (1,81%)

  - Abstenció: 62.692 (33,7%)

### 1991
| Eleccions municipals, 20 de maig de 1991 |                           |        |       |        |
| Candidatura                              | Candidat                  | Vots   | %     | Escons |
| PSPV-PSOE                                | Ángel Luna González       | 43.079 | 38,25 | 12     |
| Partit Popular                           | Diego Such Pérez          | 40.022 | 35,54 | 12     |
| EU                                       | María Teresa Molares Mora | 9.545  | 8,48  | 2      |
| SCAL                                     | Diego Zapata Pinteño      | 6.655  | 5,91  | 1      |

- Alcalde electe: Ángel Luna González (PSOE)
- Nombre d'escons: 27

- Població amb dret: 267.485
- Nombre de meses: 284
- Cens electoral: 201.391
  - Votants: 113.043 (56,13%)
    - Vots vàlids: 112,611 (99,62%)
      - Vots a candidatures: 111.440 (98,96%)
      - Vots en blanc: 1.171 (1,04%)

    - Vots nuls: 432 (0,38%)

  - Abstenció: 88.348 (43,87%)

### 1995
| Eleccions municipals, 28 de maig de 1995 |                        |        |       |        |
| Candidatura                              | Candidat               | Vots   | %     | Escons |
| Partit Popular                           | Luis Díaz Alperi       | 72.004 | 48,12 | 14     |
| PSPV-PSOE                                | Ángel Luna González    | 52.120 | 36,17 | 10     |
| EU-EV                                    | José Luis Romero Gómez | 17.262 | 11,54 | 3      |

- Alcalde electe: Luis Díaz Alperi (PP)
- Nombre d'escons: 27

- Població amb dret: 274.964
- Nombre de meses: 349
- Cens electoral: 214.354
  - Votants: 150.548 (70,23%)
    - Vots vàlids: 149.640 (99,40%)
      - Vots a candidatures: 147.824 (98,79%)
      - Vots en blanc: 1.816 (1,21%)

    - Vots nuls: 908 (0,60%)

  - Abstenció: 63.806 (29,77%)

### 1999
| Eleccions municipals, 13 de juny de 1999 |                            |        |       |        |
| Candidatura                              | Candidat                   | Vots   | %     | Escons |
| Partit Popular                           | Luis Díaz Alperi           | 64.479 | 49,09 | 15     |
| PSPV-PSOE                                | José Antonio Pina Gosálbez | 48.426 | 36,87 | 11     |
| EUPV                                     | José Luis Romero Gómez     | 8.162  | 6,21  | 1      |

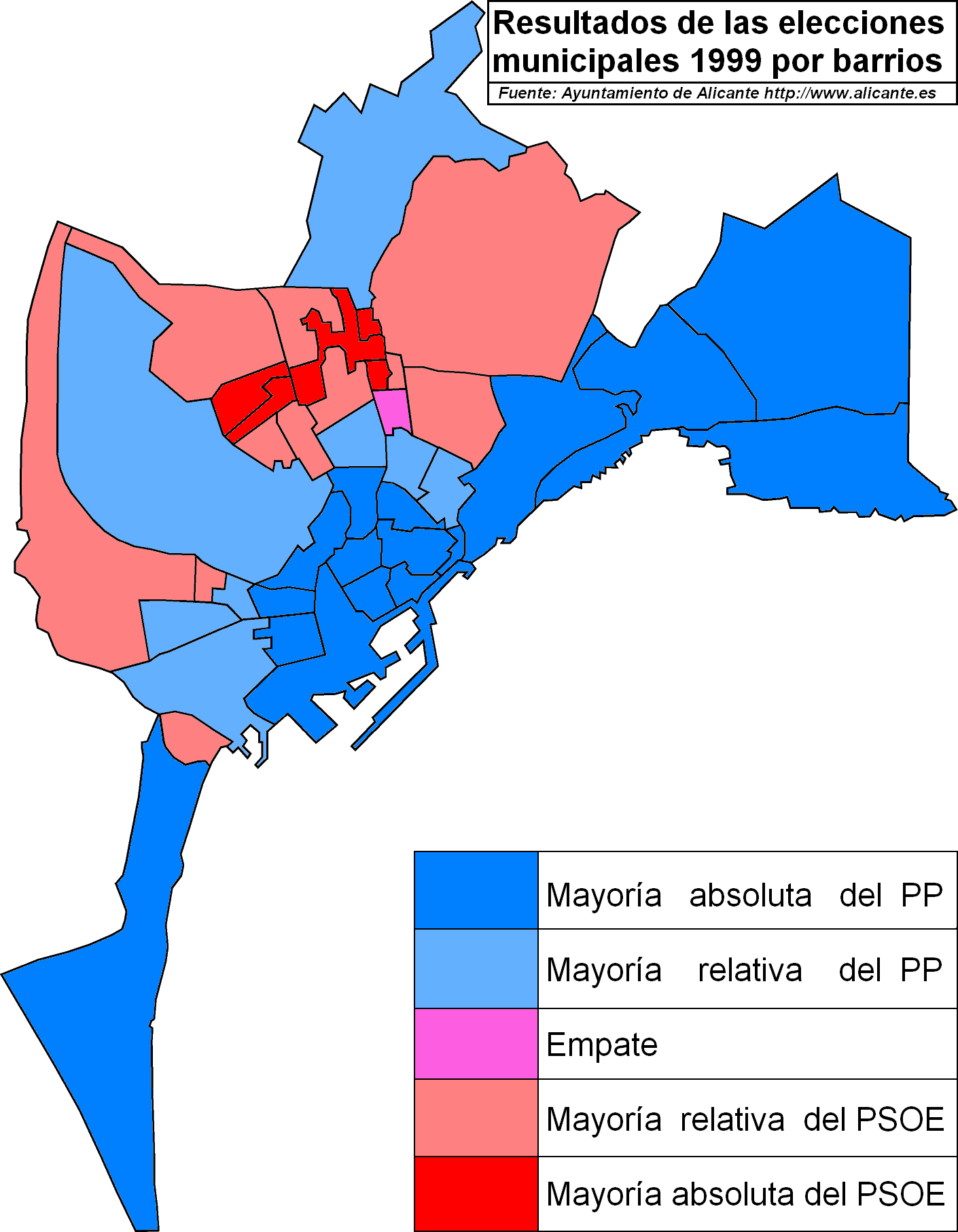
Resultats de les eleccions municipals de 1999 per barris

- Alcalde electe: Luis Díaz Alperi (PP)
- Nombre d'escons: 27

- Població amb dret: 272.432
- Nombre de meses: 385
- Cens electoral: 230.126
  - Votants: 132.125 (57,51%)
    - Vots vàlids: 131.336 (99,40%)
      - Vots a candidatures: 128.302 (97,69%)
      - Vots en blanc: 3.034 (2,31%)

    - Vots nuls: 789 (0,60%)

  - Abstenció: 98.001 (42,59%)

### 2003
| Eleccions municipals, 25 de maig de 2003 |                        |        |       |        |
| Candidatura                              | Candidat               | Vots   | %     | Escons |
| Partit Popular                           | Luis Díaz Alperi       | 69.574 | 47,77 | 14     |
| PSPV-PSOE                                | Blas Bernal Casal      | 55.783 | 38,30 | 12     |
| ENTESA                                   | Susana Sánchez Navarro | 9.259  | 6,36  | 1      |

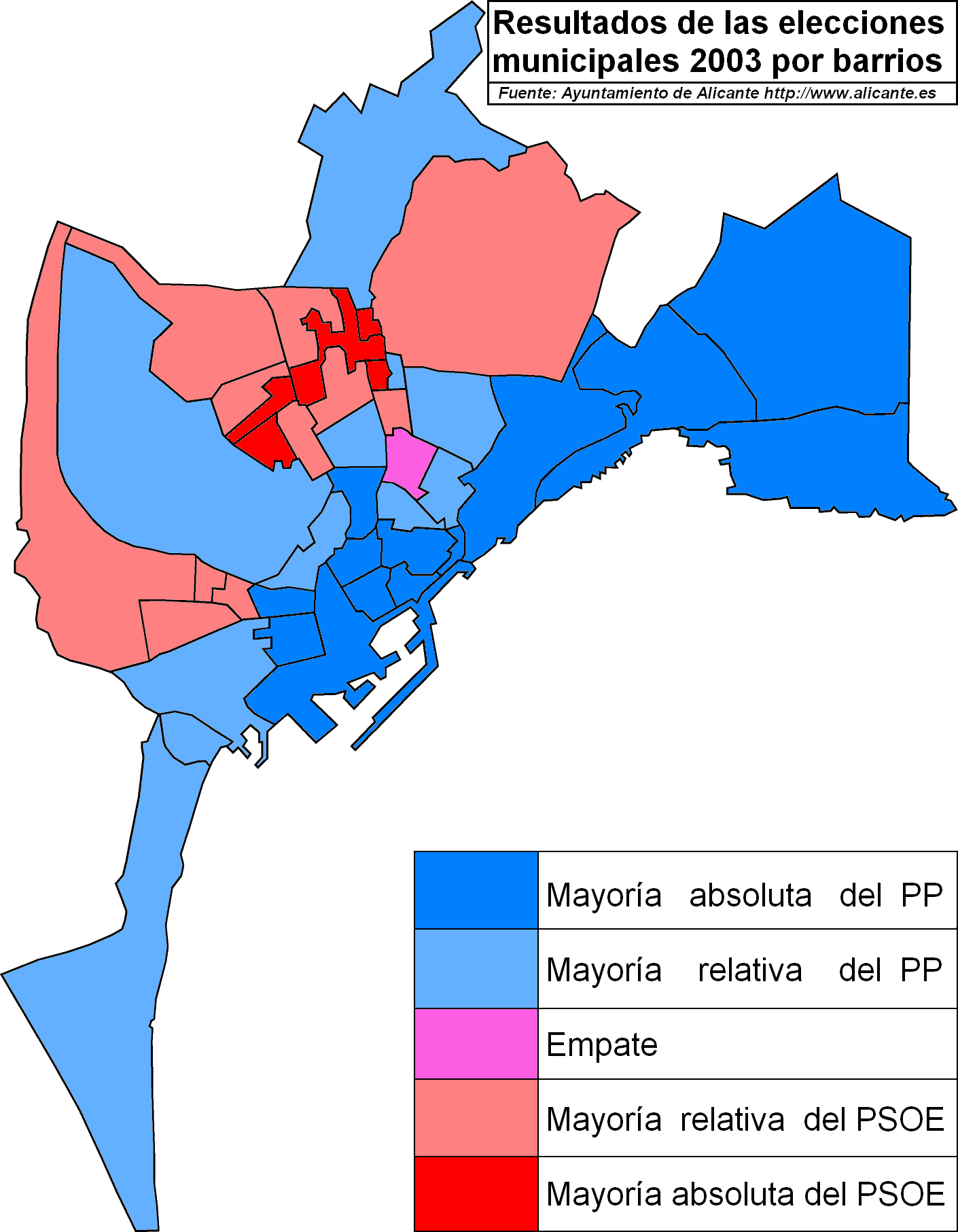
Resultats de les eleccions municipals de 2003 per barris

- Alcalde electe: Luis Díaz Alperi (PP)
- Nombre d'escons: 27

- Població amb dret: 293.629
- Nombre de meses: 402
- Cens electoral: 235.770
  - Votants: 146.394 (62,09%)
    - Vots vàlids: 145.630 (99,48%)
      - Vots a candidatures: 142.515 (97,86%)
      - Vots en blanc: 3.115 (2,14%)

    - Vots nuls: 764 (0,52%)

  - Abstenció: 89.376 (37,91%)

### 2007
| Eleccions municipals, 27 de maig de 2007 |                           |        |       |        |
| Candidatura                              | Candidat                  | Vots   | %     | Escons |
| Partit Popular                           | Luis Díaz Alperi          | 63.695 | 44,15 | 15     |
| PSPV-PSOE                                | Etelvina Andreu i Sánchez | 59.625 | 41,33 | 14     |

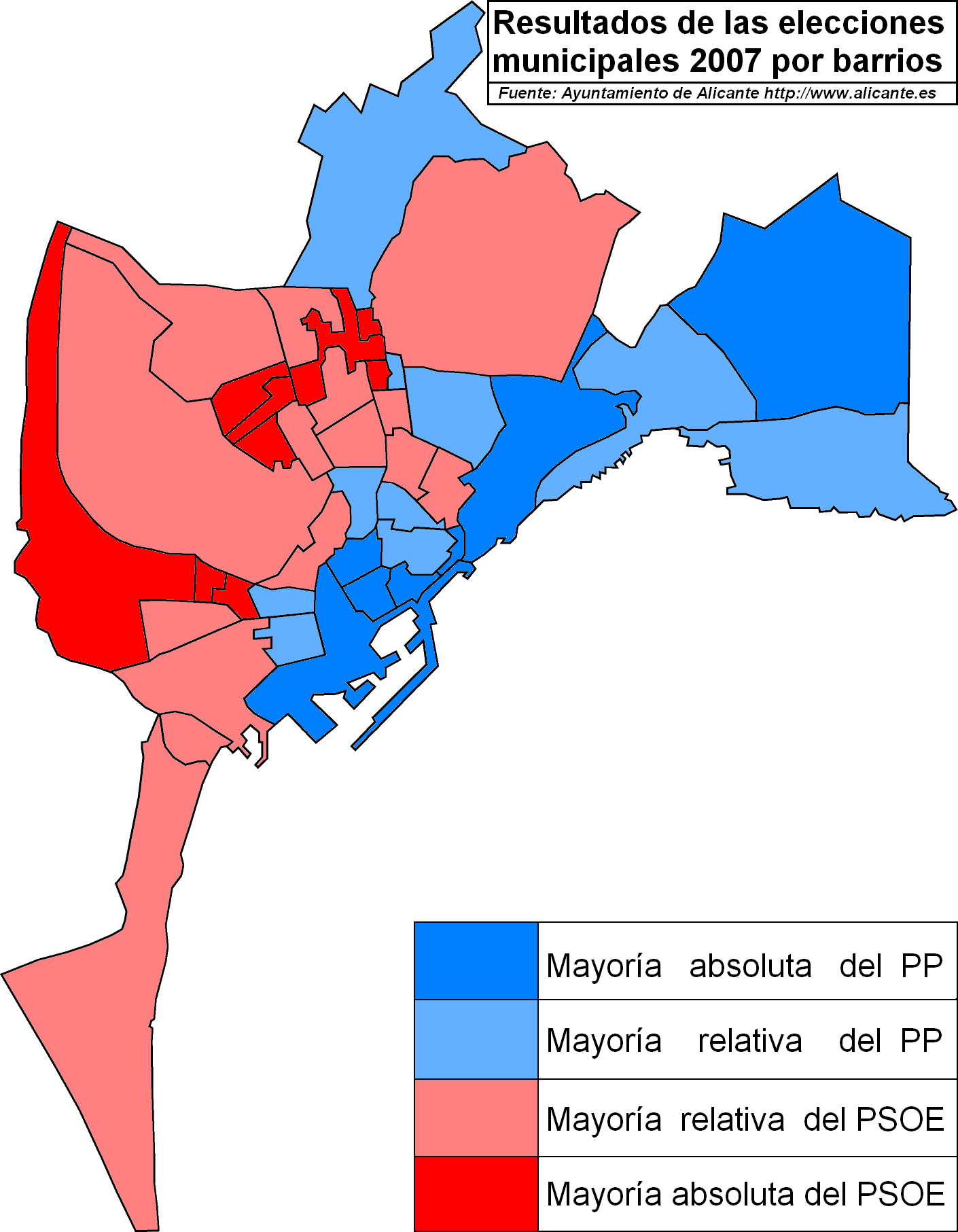
Resultats de les eleccions municipals de 2007 per barris

- Alcalde electe: Luis Díaz Alperi (PP)
- Nombre d'escons: 29

- Població amb dret: 322.431
- Nombre de meses: 402
- Cens electoral: 240.513
  - Votants: 144.928 (60,26%)
    - Vots vàlids: 144.281 (99,55%)
      - Vots a candidatures: 141.858 (98,32%)
      - Vots en blanc: 2.423 (1,68%)

    - Vots nuls: 647 (0,45%)

  - Abstenció: 95.626 (39,76%)

### 2011
| Eleccions municipals de 22 de maig de 2011 - Alacant                                                                                             |                                                      |                                     |                                     |          |          |          |
| Candidatura | Candidatura                                          | Candidatura                         | Cap de llista                       | Vots     | Vots     | Regidors |
| | Partit Popular (PP)                                  |                                     | Sonia Castedo Ramos                 | 75.434   | 52,14%   | 18 (+3)  |
| | Partit Socialista del País Valencià-PSOE (PSPV-PSOE) |                                     | Elena Martín Crevillén              | 36.255   | 25,06%   | 8 (-6)   |
| | Esquerra Unida del País Valencià (EUPV)              |                                     | Miguel Ángel Pavón García           | 11.008   | 7,61%    | 2 (+2)   |
| | Unió, Progrés i Democràcia                           |                                     | Fernando Enrique Llopis Pascual     | 7.306    | 5,05%    | 1 (+1)   |
| | Altres candidatures                                  |                                     |                                     | 11.433   | 7,89%    | 0        |
| | Vots en blanc                                        |                                     |                                     | 3.251    | 2,25%    |          |
| Total vots vàlids i regidors | Total vots vàlids i regidors                         | Total vots vàlids i regidors        | Total vots vàlids i regidors        | 144.687  | 100 %    | 29       |
| | Vots nuls                                            | Vots nuls                           | Vots nuls                           | 1.911    | 1,3%     |          |
| Participació (vots vàlids més nuls) | Participació (vots vàlids més nuls)                  | Participació (vots vàlids més nuls) | Participació (vots vàlids més nuls) | 146.598  | 61,91%** |          |
| Abstenció | Abstenció                                            | Abstenció                           | Abstenció                           | 90.198*  | 38,09%** |          |
| Total cens electoral | Total cens electoral                                 | Total cens electoral                | Total cens electoral                | 236.796* | 100 %**  |          |
| Alcaldessa: Sonia Castedo Ramos (PP) (11/06/2011) Per majoria absoluta dels vots dels regidors (18 de PP)                                        |                                                      |                                     |                                     |          |          |          |
| Fonts: Ministeri de l'Interior. Junta Electoral de la Zona d'Alacant. (* No són vots sinó electors. ** Percentatge respecte del cens electoral.) |                                                      |                                     |                                     |          |          |          |

### 2015
| Eleccions municipals de 24 de maig de 2015 - Alacant |                                           |                                     |                                     |          |          |          |
| Candidatura | Candidatura                               | Candidatura                         | Cap de llista                       | Vots     | Vots     | Regidors |
| | Partit Popular de la Comunitat Valenciana |                                     | Asunción Sánchez Zaplana            | 38.490   | 25,58%   | 8 (-10)  |
| | Partit Socialista del País Valencià-PSOE  |                                     | Gabriel Echávarri Fernández         | 30.526   | 20,29%   | 6 (-2)   |
| | Guanyar Alacant-Acord Ciutadà             |                                     | Miguel Ángel Pavón García           | 28.156   | 18,71%   | 6 (+4)   |
| | Ciutadans - Partit de la Ciutadania       |                                     | José Luis Cifuentes Honrubia        | 28.132   | 18,70%   | 6 (+6)   |
| | Compromís per Alacant                     |                                     | Natxo Bellido Suay                  | 13.582   | 9,03%    | 3 (+3)   |
| | Unió, Progrés i Democràcia                |                                     | Fernando Enrique Llopis Pascual     | 4.129    | 2,74%    | 0 (-1)   |
| | Altres candidatures                       |                                     |                                     | 5.682    | 4,96%    | 0        |
| | Vots en blanc                             |                                     |                                     | 1.756    | 1,17%    |          |
| Total vots vàlids i regidors | Total vots vàlids i regidors              | Total vots vàlids i regidors        | Total vots vàlids i regidors        | 114.453  | 100 %    | 29       |
| | Vots nuls                                 | Vots nuls                           | Vots nuls                           | 1.309    | 0,86%    |          |
| Participació (vots vàlids més nuls) | Participació (vots vàlids més nuls)       | Participació (vots vàlids més nuls) | Participació (vots vàlids més nuls) | 115.762  | 63,28%** |          |
| Abstenció | Abstenció                                 | Abstenció                           | Abstenció                           | 88.069*  | 36,72%** |          |
| Total cens electoral | Total cens electoral                      | Total cens electoral                | Total cens electoral                | 239.831* | 100 %**  |          |
| Alcalde: Gabriel Echávarri Fernández (PSPV) Per majoria absoluta dels vots dels regidors (21 vots: 6 de PSPV, 6 de GA-AC, 6 de C's i 3 de Compromís)       |                                           |                                     |                                     |          |          |          |
| Fonts: Ministeri de l'Interior. Junta Electoral de la Zona d'Alacant. Diari Ara (* No són vots sinó electors. ** Percentatge respecte del cens electoral.) |                                           |                                     |                                     |          |          |          |

### 2019
En les eleccions municipals de 26 de maig de 2019 foren elegits 9 regidors del Partit Popular (PP), 9 del Partit Socialista del País Valencià (PSPV-PSOE), 5 de Ciutadans - Partit de la Ciutadania (Cs), 2 d'Unides Podem-Esquerra Unida (Podem-EUPV), 2 de Compromís per Alacant (Compromís) i 2 de Vox.
| Eleccions municipals de 26 de maig de 2019 - Alacant                                                                           |                                     |                                     |                                     |          |          |          |
| Candidatura | Candidatura                         | Candidatura                         | Cap de llista                       | Vots     | Vots     | Regidors |
| | Partit Popular                      |                                     | Luis José Barcala Sierra            | 39.479   | 29,34%   | 9 (+1)   |
| | Partit Socialista del País Valencià |                                     | Paco Sanguino Oliva                 | 37.193   | 27,63%   | 9 (+3)   |
| | Ciutadans - Partit de la Ciutadania |                                     | María del Carmen Sánchez Zamora     | 22.267   | 16,54%   | 5 (-1)   |
| | Unides Podem-Esquerra Unida         |                                     | Xavier López Díez                   | 12.254   | 9,09%    | 2 (-4)   |
| | Compromís per Alacant               |                                     | Natxo Bellido Suay                  | 9.043    | 6,72%    | 2 (-1)   |
| | Vox                                 |                                     | Mario Ortolá Martínez               | 8.580    | 6,38%    | 2 (+2)   |
| | Altres candidatures                 |                                     |                                     | 5.100    | 3,81%    | 0        |
| | Vots en blanc                       |                                     |                                     | 676      | 0,50%    |          |
| Total vots vàlids i regidors                                                                                                   | Total vots vàlids i regidors        | Total vots vàlids i regidors        | Total vots vàlids i regidors        | 134.592  | 100 %    | 29       |
| | Vots nuls                           | Vots nuls                           | Vots nuls                           | 501      | 0,40%    |          |
| Participació (vots vàlids més nuls)                                                                                            | Participació (vots vàlids més nuls) | Participació (vots vàlids més nuls) | Participació (vots vàlids més nuls) | 135.093  | 56,03%** |          |
| Abstenció | Abstenció                           | Abstenció                           | Abstenció                           | 106.005* | 43,97%** |          |
| Total cens electoral | Total cens electoral                | Total cens electoral                | Total cens electoral                | 241.098* | 100 %**  |          |
| Alcalde: Luis José Barcala Sierra (PP) (15/06/2019) Per majoria absoluta dels vots dels regidors (14 vots: 9 de PP i 5 de Cs.) |                                     |                                     |                                     |          |          |          |
| Fonts: JEC, JEZ Alacant, M. Interior, Periòdic Ara. (* No són vots sinó electors. ** Percentatge respecte del cens electoral.) |                                     |                                     |                                     |          |          |          |

### 2023
En les eleccions municipals de 28 de maig de 2023 van ser triats els nous 29 regidors del consistori alacantí.
| Eleccions municipals de 28 de maig de 2023 - Alacant |                                           |                                     |                                     |          |          |          |
| Candidatura | Candidatura                               | Candidatura                         | Cap de llista                       | Vots     | Vots     | Regidors |
| | Partit Popular                            |                                     | Luis José Barcala Sierra            | 59.856   | 40,74    | 14 (+5)  |
| | Partit Socialista del País Valencià       |                                     | Ana Barceló Chico                   | 38.154   | 23,95    | 8 (-1)   |
| | Vox                                       |                                     | María del Carmen Robledillo Sánchez | 21.083   | 14,34    | 4 (+2)   |
| | Acord per Guanyar - Compromís per Alacant |                                     | Rafael Mas Muñoz                    | 10.838   | 7,37%    | 2 ()     |
| | Esquerra Unida-Unides Podem               |                                     | Manuel Copé Tobaja                  | 7.388    | 5,02     | 1 (-1)   |
| | Altres candidatures                       |                                     |                                     | 7.960    | 5,36%    | 0 ( -5)  |
| | Vots en blanc                             |                                     |                                     | 1.710    | 1,15%    |          |
| Total vots vàlids i regidors | Total vots vàlids i regidors              | Total vots vàlids i regidors        | Total vots vàlids i regidors        | 147.030  | 100 %    | 29       |
| | Vots nuls                                 | Vots nuls                           | Vots nuls                           | 1.347    | 0,91%    |          |
| Participació (vots vàlids més nuls) | Participació (vots vàlids més nuls)       | Participació (vots vàlids més nuls) | Participació (vots vàlids més nuls) | 148.377  | 60,81%** |          |
| Abstenció | Abstenció                                 | Abstenció                           | Abstenció                           | 95.635*  | 39,19%** |          |
| Total cens electoral | Total cens electoral                      | Total cens electoral                | Total cens electoral                | 244.012* | 100 %**  |          |
| Alcalde: |                                           |                                     |                                     |          |          |          |
| Fonts: https://www.publico.es/resultados-elecciones/municipales/2023/municipio/3403014/alicantealacant (* No són vots sinó electors. ** Percentatge respecte del cens electoral.) |                                           |                                     |                                     |          |          |          |